# John E. Sweeney
John E. Sweeney, född 9 augusti 1955 i Troy, New York, är en amerikansk republikansk politiker. Han representerade delstaten New York i USA:s representanthus 1999-2007. Hans distrikt var den 22:a fram till 2003 och därefter 20:e.
Sweeney avlade 1981 sin kandidatexamen vid Sage College. Han avlade sedan 1990 sin juristexamen vid Western New England College.
Kongressledamoten Gerald B.H. Solomon bestämde sig för att inte kandidera till omval i kongressvalet 1998. Han stödde i stället Sweeney som vann valet. Sweeney omvaldes 2000, 2002 och 2004. Demokraten Kirsten Gillibrand besegrade honom i mellanårsvalet i USA 2006.